# Антишан
Антиша́н (фр. Antichan, окс. Antishan) — коммуна во Франции, находится в регионе Юг — Пиренеи. Департамент — Верхние Пиренеи. Входит в состав кантона Молеон-Барус. Округ коммуны — Баньер-де-Бигор.
Код INSEE коммуны — 65014.

## География

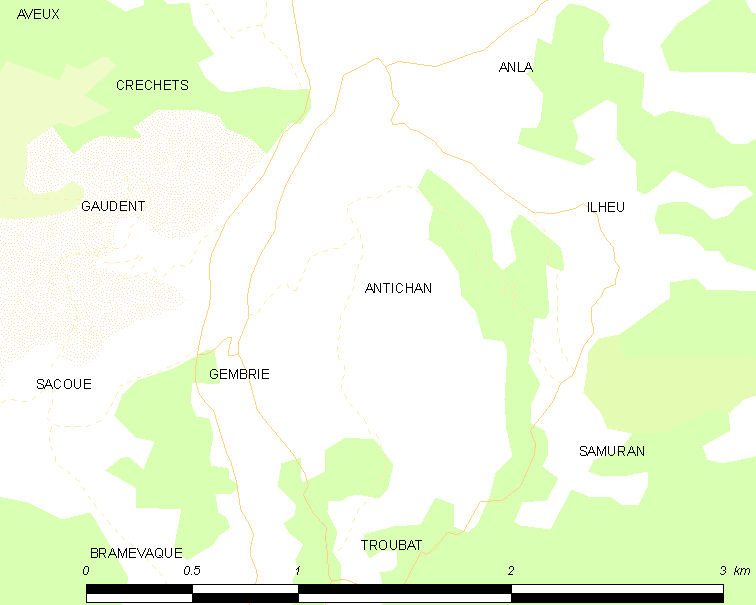
Карта коммуны

Коммуна расположена приблизительно в 670 км к югу от Парижа, в 100 км юго-западнее Тулузы, в 50 км к юго-востоку от Тарба.
По территории коммуны протекают реки Урс и Пике (фр. Piqué).

## Климат
Климат умеренно-океанический с солнечной тёплой погодой и обильными осадками на протяжении практически всего года.

## Население
Население коммуны на 2010 год составляло 37 человек.
| 1962 | 1968 | 1975 | 1982 | 1990 | 1999 | 2010 |
| ---- | ---- | ---- | ---- | ---- | ---- | ---- |
| 42   | 50   | 41   | 31   | 21   | 27   | 37   |

## Администрация
| Период | Период | Фамилия        | Партия | Примечания |
| ------ | ------ | -------------- | ------ | ---------- |
| 2001   | 2008   | Бернар Крост   |        |            |
| 2008   | 2012   | Ноэль ди Нитто |        |            |
| 2012   | 2020   | Жан-Ив Арне    |        | музыкант   |

## Экономика
В 2010 году среди 26 человек трудоспособного возраста (15-64 лет) 17 были экономически активными, 9 — неактивными (показатель активности — 65,4 %, в 1999 году было 94,4 %). Из 17 активных жителей работали 16 человек (9 мужчин и 7 женщин), безработной была 1 женщина. Среди 9 неактивных 0 человек были учениками или студентами, 5 — пенсионерами, 4 были неактивными по другим причинам.